# Biegi narciarskie na Mistrzostwach Świata w Narciarstwie Klasycznym 1925
Zawody w biegach narciarskich na I Mistrzostwach świata w narciarstwie klasycznym odbyły się w dniach 12 – 14 lutego 1925 w Jańskich Łaźniach, Czechosłowacja.
W zawodach tych wystartowali w większości sami Czechosłowacy. Całe podium w biegu na 18 km zajęli Czechosłowacy: złoto zdobył Otakar Německý, srebro František Donth, natomiast brązowy medal otrzymał Josef Erlebach. Podium biegu na 50 km także zostało zdominowane przez reprezentantów tego kraju. Złoty medal otrzymał František Donth, srebrny František Häckel, a brązowy Antonín Ettrich. Polacy plasowali się poza czołową dwudziestką, najlepszy wynik osiągnął Józef Bujak, który w biegu na 50 km zajął 24. miejsce.

## Terminarz
| Data           | Miejscowość    | Konkurencja                                           | Złoto           | Srebro           | Brąz            |
| -------------- | -------------- | ----------------------------------------------------- | --------------- | ---------------- | --------------- |
| 14 lutego 1925 | Jańskie Łaźnie | Bieg indywidualny mężczyzn na 50 km stylem klasycznym | František Donth | František Häckel | Antonín Ettrich |
| 18 lutego 1925 | Jańskie Łaźnie | Bieg indywidualny mężczyzn na 18 km stylem klasycznym | Otakar Německý  | František Donth  | Josef Erlebach  |

## Wyniki

### 18 km techniką klasyczną
- Data 18 lutego 1925

| Medal | Zawodnik               | Narodowość           | Wynik   |
| ----- | ---------------------- | -------------------- | ------- |
|       | Otakar Německý         | Czechosłowacja       | 1:43:38 |
|       | František Donth        | Czechosłowacja       | 1:43:54 |
|       | Josef Erlebach         | Czechosłowacja       | 1:45:40 |
| 4     | Josef Adolf            | Czechosłowacja       | 1:48:16 |
| 5     | Josef Bräth            | Czechosłowacja       | 1:48:46 |
| 6     | Giuseppe Ghedina       | Włochy               | 1:48:47 |
| 7     | Enrico Colli           | Włochy               | 1:48:53 |
| 8     | Franz Häckel           | Czechosłowacja       | 1:49:46 |
| 9     | Vincenzo Colli         | Włochy               | 1:50:26 |
| 10    | Josef Německý          | Czechosłowacja       | 1:51:41 |
| 11    | Peter Radacher         | Republika Austriacka | 1:53:02 |
| 12    | Franz Kraus            | Czechosłowacja       | 1:53:13 |
| 13    | Johan Blomseth         | Norwegia             | 1:53:14 |
| 14    | Xaver Affentranger     | Szwajcaria           | 1:53:22 |
| 15    | Kurt Endler            | Rzesza Niemiecka     | 1:53:27 |
| 16    | Sepp Schmid            | Szwajcaria           | 1:54:04 |
| 17    | Aladar Thern           | Czechosłowacja       | 1:54:11 |
| 18    | Bruno Braun            | Czechosłowacja       | 1:54:37 |
| 19    | Josef Bím              | Czechosłowacja       | 1:54:53 |
| 20    | G. Zinnecker           | Czechosłowacja       | 1:55:30 |
| ...   |                        |                      |         |
| 38    | Franciszek Bujak       | Polska               | 2:00:19 |
| 39    | Kazimierz Schiele      | Polska               | 2:00:51 |
| 40    | Władysław Czech        | Polska               | 2:00:59 |
| 43    | Stanisław Tesseyre     | Polska               | 2:02:55 |
| 44    | Henryk Mückenbrunn     | Polska               | 2:02:56 |
| 46    | Andrzej Krzeptowski II | Polska               | 2:03:36 |
| 53    | Władysław Gąsienica    | Polska               | 2:05:29 |
| 59    | Aleksander Rozmus      | Polska               | 2:07:44 |
| 82    | Tadeusz Zaydel         | Polska               | 2:16:37 |
| 88    | Henryk Bednarski       | Polska               | 2:21:13 |

### 50 km techniką klasyczną
- Data 14 lutego 1925

| Medal | Zawodnik               | Narodowość     | Wynik   |
| ----- | ---------------------- | -------------- | ------- |
|       | František Donth        | Czechosłowacja | 5:09:56 |
|       | František Häckel       | Czechosłowacja | 5:11:20 |
|       | Antonín Ettrich        | Czechosłowacja | 5:15:12 |
| 4     | Josef Adolf            | Czechosłowacja | 5:23:01 |
| 5     | Josef Erlebach         | Czechosłowacja | 5:29:47 |
| 6     | Josef Německý          | Czechosłowacja | 5:34:26 |
| 7     | Karel Koldovský        | Czechosłowacja | 5:34:49 |
| 8     | Enrico Colli           | Włochy         | 5:39:26 |
| 9     | Josef Körber           | Czechosłowacja | 5:40:24 |
| 10    | J. Martin              | Czechosłowacja | 5:44:18 |
| 11    | Hermann Kraus          | Czechosłowacja | 5:47:20 |
| 12    | Josef Ettrich          | Czechosłowacja | 5:48:56 |
| 13    | Anton Zinnecker        | Czechosłowacja | 5:54:18 |
| 14    | Karl Häckel            | Czechosłowacja | 5:54:34 |
| 15    | M. Bachtik             | Czechosłowacja | 5:54:37 |
| 16    | Franz Kraus            | Czechosłowacja | 5:56:59 |
| 17    | A. Lauer               | Czechosłowacja | 6:00:47 |
| 18    | Alfred Haller          | Czechosłowacja | 6:02:07 |
| 19    | Johann Zinnecker       | Czechosłowacja | 6:05:01 |
| 20    | Bohuslav Slonek        | Czechosłowacja | 6:07:56 |
| ...   |                        |                |         |
| 24    | Józef Bujak            | Polska         | 6:12:07 |
| 26    | Stanisław Wilczyński   | Polska         | 6:15:16 |
| 28    | Andrzej Krzeptowski II | Polska         | 6:20:04 |
| 31    | Władysław Czech        | Polska         | 6:32:42 |